# Amy Carmichael
Amy Wilson Carmichael (Down, 16 dicembre 1867 – Tamil Nadu, 15 gennaio 1951) è stata una missionaria e scrittrice britannica.
Di confessione presbiteriana, operò ininterrottamente per 55 anni in India, ove aprì un orfanotrofio e fondò una missione a Dohnavur (nello Stato del Tamil Nadu, all'estremità Sud Est dell'India). Scrisse molti libri relativi all'opera missionaria nel territorio indiano.

## Biografia

### Infanzia e giovinezza
Amy Wilson Carmichael nacque nel piccolo villaggio di Millisle, nella contea di Down, in Irlanda nel 1867; i suoi genitori erano David Carmichael, un mugnaio e sua moglie Catherine. I suoi genitori erano devoti presbiteriani ed ella era la maggiore di sette fratelli e sorelle.
Il padre di Amy trasferì la famiglia a Belfast quando lei aveva 16 anni ma egli morì due anni dopo. A Belfast, Amy Carmichael fondò la Welcome Evangelical Church (Chiesa evangelica dell'accoglienza). A metà degli anni ottanta, la Carmichael diede il via ad una scuola domenicale per ‘Shawlies’ (ragazze che lavoravano nei mulini e portavano scialli al posto dei cappelli) nella sala della chiesa presbiteriana di Rosemary Street. Questa missione crebbe sempre più, finché ebbero bisogno di una sala capace di ospitare 500 posti a sedere. All'epoca Amy vide un annuncio sul giornale The Christian, per un'ala in ferro che poteva essere costruita al prezzo di 500 sterline ed avrebbe potuto accomodare 500 persone. Due donazioni, una da 500 sterline dalla signorina Kate Mitchell ed una di un appezzamento di terreno dal proprietario di un mulino, portarono all'edificazione della prima "Welcome Hall" (Sala dell'accoglienza) all'angolo di Cambrai Street con Heather Street nel 1887.
Amy rimase alla Welcome finché ricevette una vocazione a lavorare in mezzo alle giovani operaie dei mulini di Manchester nel 1889, attività da cui partì il suo progetto missionario, sebbene, sotto molti aspetti, sembrava una candidata inidonea all'opera missionaria, soffrendo di nevralgia, una malattia dei nervi che la indeboliva e faceva soffrire in tutto il corpo e la costringeva a letto per settimane di fila. Ma alla Convenzione di Keswick (importante conferenza evangelica annuale) del 1887, sentì Hudson Taylor, fondatore della China Inland Mission (Missione per l'interno della Cina) parlare della vita missionaria; poco dopo, si convinse, pertanto, della sua vocazione per l'opera missionaria. Fece domanda alla China Inland Mission e visse a Londra nel centro di formazione femminile, dove incontrò la scrittrice e missionaria in Cina, Mary Geraldine Guinness, che la incoraggiò ad intraprendere il suo lavoro missionario. Quando ad un certo punto, fu pronta a salpare per l'Asia, fu deciso che le sue condizioni di salute la rendevano inadatta all'opera. Ritardò la sua carriera missionaria presso la Missione per l'interno della Cina e decise successivamente di aderire alla Church Missionary Society (Società missionaria della Chiesa, nata nel 1799 su proposta del cappellano inglese nel Bengala e di membri della Società delle Indie Orientali).

### L'opera in India
Inizialmente, la Carmichael si recò in Giappone per quindici mesi ma si ammalò e ritornò a casa. Dopo un breve periodo di servizio a Ceylon (Sri Lanka), andò a Bangalore, nel Sud dell'India, per motivi di salute, ove iniziò la vocazione di tutta la sua vita. Incaricata dalla Church of England Zenana Mission (Missione Zenana, cioè dedicata alle donne, della Chiesa Anglicana, fondata nel 1880 proprio per operare in India), l'opera più importante di Carmichael fu a favore di ragazze e giovani donne, alcune delle quali furono salvate da consuetudini che le costringevano alla prostituzione coatta. Le bambine dei templi indù consistevano principalmente in ragazzine consacrate alle divinità, poi costrette a prostituirsi per procurare denaro ai sacerdoti (chiamate in sanscrito devadasi, "serve di dio").
Carmichael fondò la Comunità di Dohnavuer nel 1901 per proseguire la sua opera, come riferì poi nel libro The Gold Cord (La Corda d'oro del 1932). Una prima opera di successo fu Things as They Are: Mission Work in Southern India (Le cose come stanno: opera missionaria in India meridionale, 1903). Dohnavur è situato nell'attuale stato del Tamil Nadu, a trenta miglia (48 km) dalla punta meridionale dell'India. Il nome deriva dal Conte Dohna, che inizialmente finanziò missionari tedeschi in loco agli inizi dell'Ottocento, nel luogo in cui successivamente il reverendo Thomas Walker istituì una scuola. La comunità di Carmichael trasformò Dohnavur in un rifugio per oltre un migliaio di bambine che avrebbero, altrimenti, dovuto affrontare un futuro spaventoso. La Carmichael diceva spesso che il suo ministero di salvataggio delle fanciulle dei templi incominciò con una ragazza di nome Preena. Dopo essere diventata una serva del tempio, contro la propria volontà, Preena riuscì a fuggire. Amy Carmichael le fornì riparo, affrontando le minacce di coloro che insistevano per la restituzione della ragazza o direttamente al tempio, per proseguire i suoi compiti di tipo sessuale, o alla sua famiglia d'origine. che poi l'avrebbe riportata nel tempio. Il numero di analoghi episodi aumentò rapidamente, così inaugurando il nuovo ministero di Amy Carmichael. Quando chiedevano alle bambine che cosa le attirasse ad Amy, esse, il più delle volte, rispondevano "Era l'amore. Amma (Amy) ci amava."
Rispettando la cultura indiana, i membri dell'organizzazione indossavano abiti indiani e davano alle bambine portate in salvo nomi indiani. La stessa Carmichael vestiva all'indiana, si tingeva la pella con caffè nero e spesso percorreva lunghe distanze sulle strade infuocate e polverose dell'India, soltanto per salvare una bambina dalla sofferenza.
Mentre serviva in India, Amy ricevette una lettera da una giovane che stava prendendo in considerazione la vita come missionaria. Chiese ad Amy: "Com'è la vita missionaria?" Amy le rispose semplicemente dicendo "La vita missionaria è semplicemente un'opportunità per morire". Tuttavia, nel 1912 la regina Mary (la consorte di Giorgio V, nonna dell'attuale regina Elisabetta II) riconobbe l'opera missionaria ed aiutò a finanziare un ospedale a Dohnavur. Nel 1913, la Comunità di Dohnavur si occupava di 130 ragazze. Nel 1918, Dohnavur aggiunse una casa per ragazzini, molti nati alle ex prostitute del tempio. Nel frattempo, nel 1916 Carmichael formò un ordine religioso protestante chiamato "Sorelle della vita in comune".

### Gli ultimi giorni e l'eredità spirituale
Nel 1931, una caduta procurò a Carmichael gravi lesioni tanto da costringerla a letto per gran parte dei suoi ultimi due decenni. Tuttavia, non smise di scrivere libri capaci di ispirare altre persone, pubblicando ulteriori 16 libri (ivi inclusi His Thoughts Said . . . His Father Said (I suoi pensieri dicevano... Suo padre diceva, 1951), If (Se, 1953), Edges of His Ways (Bordi della Sua via, 1955) and God's Missionary (La missionaria di Dio, 1957)), oltre che rivedendo precedenti pubblicazioni. I suoi biografi non concordano sul numero delle sue pubblicazioni, che possono aver raggiunto le 35 o addirittura sei dozzine, sebbene solo poche rimangano in stampa oggi.
Carmichael morì in India nel 1951 all'età di 83 anni. Chiese che nessuna pietra venisse posta sulla sua tomba a Dohnavur. Al suo posto, le bambine di cui si era curata posero su di essa una vaschetta d'acqua per gli uccellini con la semplice iscrizione "Amma" che significa madre in lingua Tamil.

## Eredità
Il suo esempio come missionaria ispirò altri (ivi compresi Jim Elliot, il missionario ucciso in Ecuador nel 1956, e sua moglie Elisabeth Elliot, la missionaria che continuò l'opera del marito in mezzo alla tribù dove fu assassinato) ad intraprendere una simile vocazione. Molte pagine in internet pubblicano citazioni da opere di Carmichael, come "è sicuro fidarsi di Colui che adempie i desideri che Egli crea" oppure "Si può donare senza amore ma non si può amare senza donare".
L'India dichiarò illegale la prostituzione sacra nel 1948. Tuttavia, la Comunità di Dohnavur continua, sostenendo ora circa 500 persone su 400 acri (circa 162 ettari) con 16 asili ed un ospedale. Le donne, una volta salvate, possono andarsene, unirsi alla comunità o ritornare in occasioni importanti, come durante le festività natalizie. La fondazione è ora gestita da indiani sotto la giurisdizione del C.S.I Tirunelveli Diocese (la diocesi della Church of South India, la più grande denominazione protestante del subcontinente indiano), fondata nel 1896. Mutate direttive, in conformità al diritto indiano, impongono ai bambini nati o portati a Dohnavur, di proseguire i propri studi all'esterno, a partire dalla sesta classe. Inoltre, dal 1982, i maschietti sono dati in adozione anziché mantenuti nella comunità.

## Opere (parziali)
- From Sunrise Land: Letters from Japan, (Dal Paese del Sol Levante: lettere dal Giappone) Marshall 1895
- Things as they are; mission work in southern India, (Le cose come stanno; opera missionaria in India meridionale) London: Morgan and Scott (1905)
- Lotus Buds (Boccioli di loto), London: Morgan and Scott (1912)
- Ragland, pioneer, (Ragland, il pioniere) Madras: S.P.C.K. Depository (1922) (biografia di Thomas Gajetan Ragland)
- Walker of Tinnevelly (Walker di Tinnevelly), London: Morgan & Scott (1916) (biografia di Thomas Walker)
- Candles in the Dark (Candele nelle tenebre), Christian Literature Crusade (June 1982)
- Rose from Brier (Rosa fra le spine), Christian Literature Crusade (June 1972)
- Mimosa: A True Story (Mimosa: una storia vera), CLC Publications (September 2005)
- If (Se), Christian Literature Crusade (June 1999)
- Gold Cord (Corda d'oro), Christian Literature Crusade (June 1957)
- Edges of His Ways (Bordi della Sua via), Fort Washington: Christian Literature Crusade (1955)
- Mountain Breezes: The Collected Poems of Amy Carmichael (Brezze montane: raccolta di poesie di Amy Carmichael), Christian Literature Crusade (August 1999)
- Whispers of His Power (Sussurri della Sua potenza), CLC Publications (June 1993)
- Thou Givest They Gather (Tu doni, essi raccolgono), CLC Publications (June 1970)
- Ploughed Under: The Story of a Little Lover (Sotto l'aratro: storia di un piccolo che amava), Society for Promoting Christian Knowledge (SPCK) (1934)
- Kohila: The Shaping of an Indian Nurse (Kohila: la formazione di un'infermiera indiana), CLC Publications (July 2002)